# Ханс-Вернер Гесман
Ханс-Вернер Гессманн (на немски: Hans-Werner Gessmann) е германски психолог, психодрама терапевт и професор в Русия.

## Биография
Роден е на 24 март 1950 година в Дуисбург, Германия. През 1976 получава докторска степен за изследване на възможните причини за възникването на дислексия. През същата година, след като се среща в Ню Йорк с Хелен Сингер Каплан, той прилага за първи път основаната от него хуманистична психодрама при хипноза за лечение на сексуални разстройства и въвежда психодрамата в детската психотерапия. Пионерската му работа в немскоговорещите страни се изразява в научна документация, в публикуването на серията „Хуманистична психодрама“, както и в публикуването на международен журнал за хуманистична психодрама.
Гесман е един от малкото емпирични изследователи в областта на психодрамата и публикува над 160 текстове по психологически теми. Той въвежда стандарти в метода Двойник през 1996. През 1973 г. той основава психотерапевтичния институт Бергхаузен в Дуисбург, а от 1977 г. насам и в замъка Васербург Бергхаузен в град Керпен, който се използва като център за развитие на хуманистичната психотерапия, както и за интеграционна системна и семейна терапия, които се използват и до днес от повече от 1500 психотерапевти.
Като акцент на работата си, Гессманн развива и преподава от 1979 г. насам хуманистичната психодрама, като нова форма на психодрамата. Днес тя е неразделна част от през 1960 г. основаната хуманистичната психология. Гесман поставя колективните действия и естеството на човека в центъра на терапевтичната етика. Вяра, любов, надежда и идеята за човешка общност са централни за хуманистичната психодрама. Интуитивния поглед за откриването на целостта на едно нещо, диалектическата концепция на полярностите, отказът от абсолютна власт имат голямо влияние върху образа на човека и живота му. Целите и методите на класическата психодрама биват преоценени и пренаписани. Това довежда до основна промяна в практиката на психодрамата в световен мащаб. С отдела „Schlafmedizininisches Zentrum“ Гесман основава през 1986 г. първата в Германия извънболнична лаборатория за изследване на съня. От 1998 до 2002 в нея се разработва под негово ръководство тренировка за мускула на езика под търговската марка ZMT ® като алтернативен метод на лечение срещу сънна апнея.
Гессманн преподава и извършва изследователската дейност като професор по клинична психология във Факултета по социална психология в Държавния университет Некрасов Кострома и по обща психология и психология на развитието в Държавната академия на социалната администрация в Москва. През април 2011 г., той става първият немски директор в Русия на руския международен център по клинична психология и психотерапия в държавния университет Кострома, с основен акцент на работата – психотерапевтично обучение и изследване. Тук под негово ръководство се реализират, в сътрудничество с немско-руски експерти от психосоциални професии, иновативни за Русия самостоятелни курсове по психотерапия. От 2012 г. насам Гесман преподава системна фамилна терапия и хуманистична психодрама във Факултета по Правна психология в Московския държавен психолого – педагогически университет (MGPPU). От началото на 2013 г. Гестман е гостуващ професор в Държавния университет в Смоленск, където преподава Хуманистична психодрама. Неговата междукултурна работа се подкрепя от Държавната канцелария на Северен Рейн-Вестфалия. Гесман е включен в списъка на най-значимите психотерапевти и се нарежда сред 30-те най-влиятелни живи психолози в света.

## Почести
- 2010: Поръчка за международното разбирателство Русия-Германия[14]
- 2010: KSU Кострома – Катедра по социална психология Почетен професор[15]
- 2011: Некрасов Кострома State University Почетен професор[16]
- 2014: Московския държавен психолого–педагогически университет (MGPPU) Почетен професор

## Избрана литература
- Übungslehrbuch zum psychologischen Test für das Studium der Medizin, Zahnmedizin und Tiermedizin. (Ü-PTM 14). Jungjohann Verlag, Neckarsulm 1981.
- (Hrsg.): Bausteine zur Gruppenpsychotherapie. Jungjohann Verlag, Neckarsulm, Band 1 1984, Band 2 1987; Band 3 1990.
- Über die Wirksamkeit psychodramatischer Wochendseminare auf die im Freiburger Persönlichkeitsinventar erfaßten Merkmale und auf das Aggressionsverhalten gemessen mit dem Rosenzweig-Picture-Frustration-Test. In: Humanistisches Psychodrama. 1. Verlag des Psychotherapeutischen Instituts, Bergerhausen 1994, S. 85 – 94.
- Übungstest für Medizinische Studiengänge 95/96 im Originalformat. 3. Testrevision, Jungjohann Verlagsgesellschaft, Neckarsulm/ Stuttgart 1995.
- Das Humanistische Psychodrama. In: Internationale Zeitschrift für Humanistisches Psychodrama. Juni 1995, 1. Jahrgang, Verlag des PIB, Duisburg.
- Empirische Untersuchung der therapeutischen Wirksamkeit der Doppelmethode im Humanistischen Psychodrama. In: Internationale Zeitschrift für Humanistisches Psychodrama. 2(1), 1995, S. 5 – 23.
- Humanistische Psychologie und Humanistisches Psychodrama. In: (Hrsg.): Humanistisches Psychodrama. Band 4, Verlag des PIB, Duisburg 1996.
- (Hrsg.): Humanistisches Psychodrama. Band I – IV. Verlag des PIB, Duisburg seit 1996.
- (Hrsg.): Empirische Untersuchung der therapeutischen Wirksamkeit der Doppelmethode im Humanistischen Psychodrama. In: Humanistisches Psychodrama. Band 4, Verlag des PIB, Duisburg, 1996.
- Das Zungenmuskel-Training – ein alternatives Behandlungsverfahren gegen Schlafapnoe und Schnarchen. Verlag des Psychotherapeutischen Instituts Bergerhausen, Duisburg 2001, ISBN 3-928524-43-7.
- Lehrbuch der Systemtherapie. (Russische Bearbeitung: Elena Oladova). Verlag des PIB, Duisburg 2011.
- Formen der Psychotherapie – Einführungen. (Russische Bearbeitung: Elena Oladova). Verlag des PIB, Duisburg 2011.
- Empirischer Beitrag zur Prüfung der Wirksamkeit psychodramatischer Gruppenpsychotherapie bei NeurosepatientInnen (ICD-10: F3, F4) The effects of psychodramatic group psychotherapy with neurosis patients – an empirical contribution (ICD-10: F3, F4). In: Zeitschrift für Psychodrama und Soziometrie. Volume 10, Supplement 1, S. 69 – 87, DOI:10.1007/s11620-011-0128-3.
- Im Rollentausch mit Sigmund Freud – Konspekt-Analyse über die Traumdeutung 1916. Materialien für den Psychologie-Unterricht Verlag des PIB, Duisburg 2011, ISBN 978-3-928524-65-0.
- Субъективные теории болезни. КГУ им. Н. А. Некрасова. Кострома 2014. ISBN 978-5-7591-1429-1

## Образователни филмови продукции
- „Willst Du gesund werden?“ – eine Einführung in das Bibliodrama. Verlag des PIB, Duisburg 1994.
- Gessmann/Hossbach: Peter Härtling – Trauer und Trost. Erarbeitung eines literarischen Textes mithilfe szenischer Methoden aus dem Humanistischen Psychodrama. Verlag des PIB, Duisburg 2006.
- Gessmann/Opdensteinen: Rainer Maria Rilke – Der Panther. Theaterprojekt der Kölner Nordpark Förderschule Lernen mit Methoden des Humanistischen Psychodramas. Verlag des PIB, Duisburg 2008.
- Methoden des Humanistischen Psychodramas (digitalisierte Neubearbeitung von 1989) – ausgewählte Methoden aus dem Humanistischen Psychodrama: Szenen-Erstinterview, Doppel, Hilfs-Ich, Rollentausch, Soziales Atom, Stegreif-Szenen, Kreative Erwärmungen. Verlag des PIB, Duisburg 2008.
- Es war kein Sekt mehr da (digitalisierte Neubearbeitung einer dokumentarischen Aufzeichnung aus dem Jahre 1989 von der Behandlung einer Arbeitsstörung mit Hilfe des Humanistischen Psychodramas). Verlag des PIB, 2008
- Gessmann/Romeik: Psalm 23 – Er ist mein Hirte. Humanistisches Psychodrama mit biblischem Text. Verlag des PIB, Duisburg, 2009.
- „Шампанское закончилось“ Использование игры протагонистов гуманистической психодрамы в работе с нарушениями отношенийб. Издательство ПИБ, Дуисбург 2009.
- Gessmann/Passmann: Der Querk im Lummerland. Humanistisches Psychodrama mit Vorschulkindern. Verlag des PIB, Duisburg 2009.
- Gessmann/Vieten: Humanistisches Psychodrama mit älteren und alten Menschen. Marienkloster 2009. Verlag des PIB, Duisburg 2009.
- Kindheit und Jugend in der NS-Zeit – Dokumentation einer Zeitzeugenbefragung am Städtischen Gymnasium Straelen. Verlag des PIB, Duisburg 2010.
- „Heute koch ich, morgen brau ich …“ – Eine „rührende“ Geschichte. Protagonistenzentriertes Humanistisches Psychodrama über einen Traum. Verlag des PIB, Duisburg 2011.
- Methoden der Systemischen Therapie 1: Der Einsatz des Familienbrettes in verschiedenen systemtherapeutischen Schulen. Verlag des PIB, Duisburg 2011.
- Kinderpsychodramatherapie. Dokumentation über den Beginn der Therapieform. Verlag des PIB, Duisburg 2011
- Im Rollentausch mit Sigmund Freud – Vortrag über die Traumdeutung 1916. Verlag des PIB, Duisburg 2011, ISBN 978-3-928524-68-1.